# You’re My Best Friend
You’re My Best Friend ist ein Song der britischen Rockband Queen, der von ihrem Bassisten John Deacon geschrieben wurde. Er wurde 1975 für das Album A Night at the Opera aufgenommen und 1976 als Single (B-Seite: ’39) veröffentlicht. Das Lied erschien außerdem 1979 auf dem Live-Album Live Killers und 1981 auf dem Kompilations-Album Greatest Hits.

## Aufnahme

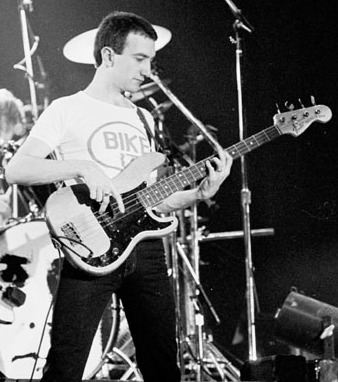
John Deacon (1979)

Deacon schrieb den Song für seine Frau Veronica Tetzlaff. In der Studioaufnahme spielt er neben dem E-Bass ein Wurlitzer E-Piano, dessen typischer Klang das Lied prägt. Bei Live-Auftritten verwendete Freddie Mercury einen Flügel anstelle des E-Pianos. Die Pop-Ballade ist in C-Dur geschrieben und verwendet einen gemäßigten 4/4 Takt.

## Musikvideo
Ein Musikvideo wurde im April 1976 von Bruce Gowers gedreht. Es zeigt die Band in einem großen Ballsaal mit tausenden von Kerzen und einem riesigen Kronleuchter. Man sieht Deacon an einem Flügel spielen.

## Besetzung
- Freddie Mercury: Gesang, Hintergrundgesang
- John Deacon: Wurlitzer E-Piano, E-Bass
- Brian May: Gitarre, Hintergrundgesang
- Roger Taylor: Schlagzeug, Hintergrundgesang

## Queen über den Song
In einem Live-Interview am 24. Dezember 1977 mit Tom Browne auf BBC Radio 1 gab die Band Auskunft zur Verwendung des E-Pianos für die Aufnahme:

„Nun, Freddie mochte das E-Piano nicht, also nahm ich es mit nach Hause und fing an, es zu lernen. Im Grunde ist es das Lied, das entstand, als ich lernte, Klavier zu spielen. Es wurde auf diesem Instrument geschrieben und es klingt am besten darauf …“

„Ich weigerte mich, das verdammte Ding (das Wurlitzer E-Piano) zu spielen. Es ist winzig und schrecklich und ich mag es nicht. Warum solche Dinge spielen, wenn du einen schönen prachtvollen Flügel hast? Nein, ich glaube, im Grunde, was er [John] zu sagen versucht ist, es war der gewünschte Effekt.“

## Kommerzieller Erfolg

### Chartplatzierungen
| ChartsChartplatzierungen       | Höchstplatzierung | Wochen |
| ------------------------------ | ----------------- | ------ |
| Vereinigte Staaten (Billboard) | 16 (15 Wo.)       | 15     |
| Vereinigtes Königreich (OCC)   | 7 (8 Wo.)         | 8      |

### Auszeichnungen für Musikverkäufe
| Land/Region                  | Auszeichnungen für Musikverkäufe (Land/Region, Auszeichnung, Verkäufe) | Verkäufe  |
| ---------------------------- | ---------------------------------------------------------------------- | --------- |
| Neuseeland (RMNZ)            | Platin                                                                 | 30.000    |
| Vereinigte Staaten (RIAA)    | Platin                                                                 | 2.000.000 |
| Vereinigtes Königreich (BPI) | Platin                                                                 | 600.000   |
| Insgesamt                    | 3× Platin ·                                                            | 2.630.000 |

Hauptartikel: Queen (Band)/Auszeichnungen für Musikverkäufe

## Coverversionen
2013 coverte die US-amerikanische Rockband Melvins das Lied auf dem Album Everybody Loves Sausages.